# Ormuz

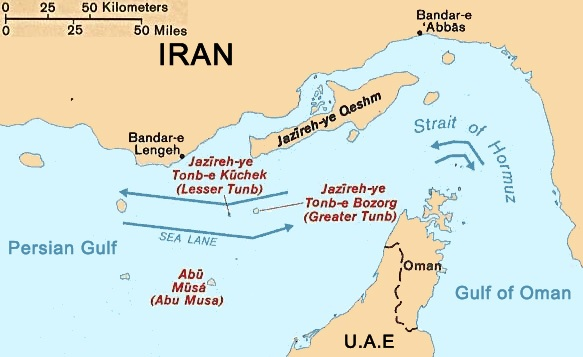
Mapa do Estreito de Ormuz.

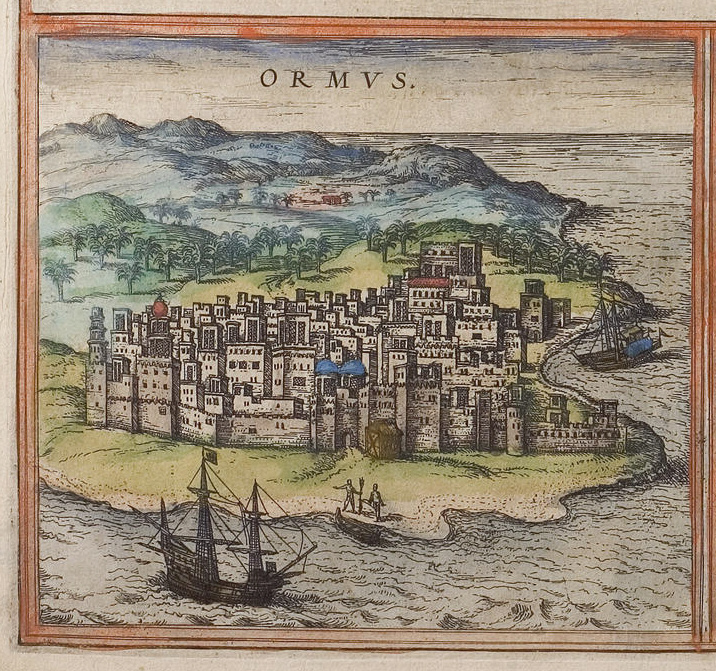
"Ormus" (Braun e Hogenberg. "Civitates Orbis Terrarum", 1572).

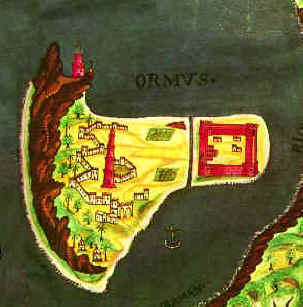
Ormuz ("Descrições das Fortalezas da Índia Oriental", 1635.

Ormuz foi uma antiga cidade na ilha e estreito do mesmo nome, à entrada do Golfo Pérsico. Pertence atualmente ao Irão, na província de Hormozgan. Por ela eram escoados os gêneros exóticos transportados pelas caravanas de Baçorá ou Alepo rumo ao mar Mediterrâneo, por onde alcançavam a Europa.
Na seqüência da expansão portuguesa na Índia, em Outubro de 1507, Afonso de Albuquerque atacou esta cidade, dominando-a, e quase conseguiu concluir a construção do Forte de Nossa Senhora da Vitória, se não fosse a deserção de três capitães portugueses (Motim dos Capitães). Foi forçado a abandoná-la em Janeiro de 1508.
Em 1 de Abril de 1515, Albuquerque, já governador da Índia, regressou a Ormuz, onde reconstruiu a fortificação (Forte de Nossa Senhora da Conceição de Ormuz) e estabeleceu a suserania portuguesa, subordinada ao Estado da Índia. Data desta fase a descrição da cidade, pelo cronista português:
"A cidade de Ormuz està situada em hua pequena ilha chamada Gerum que jaz quasi na garganta de estreito do mar Parseo tam perto da costa da terra de Persia que avera de hua a outra tres leguoas e dez da outra Arabia e terà em roda pouco mais de tres leguoas: toda muy esterele e a mayor parte hua mineira de sal e enxolfre sem naturalmente ter hum ramo ou herva verde.
A cidade em sy é muy magnifica em edificios, grossa em tracto por ser hua escala onde concorrem todalas mercadorias orientaes e occidentaes a ella, e as que vem da Persea, Armenia e Tartaria que lhe jazem ao norte: de maneira que nam tendo a ilha em sy cousa propria, per carreto tem todalas estimadas do mundo /...../ a cidade é tam viçosa e abastada, que dizem os moradores della que o mundo é hum anel e Ormuz hua pedra preciosa engastada nelle" (João de Barros, Décadas da Ásia II, L. II cap. 2)
No contexto da Dinastia Filipina, as possessões portuguesas em todo o mundo tornaram-se alvo de ataques dos inimigos de Espanha. Após a queda do Forte de Queixome, uma flotilha Persa com mais de 3.000 homens e o apoio de seis embarcações Inglesas, colocaram cerco ao Forte de Ormuz (20 de Fevereiro de 1622). Os Persas ofereceram ao comandante português da praça a ilha de Qeshm em troca de 500.000 patacas e o porto de Julfar, na costa da Arábia, recém-conquistado aos portugueses por uma força combinada de Árabes e Persas. A oferta, entretanto, foi recusada e, em poucos meses, a ilha de Ormuz era perdida para os Persas e seus aliados Ingleses (3 de Maio). A guarnição e a população portuguesa na ilha, cerca de 2.000 pessoas, foram enviadas para Mascate.